# Херардо Бедоя
Херардо Альберто Бедоя Мунера (ісп. Gerardo Alberto Bedoya Múnera; нар. 26 листопада 1975, Ебехіко, Антіокія, Колумбія) — колишній колумбійський футболіст, півзахисник. З 2017 року займає пост помічника головного тренера клубу «Санта-Фе».

## Клубна кар'єра
Бедоя почав свою кар'єру в 1995 році в клубі «Депортіво Перейра». У другому своєму сезоні він став футболістом основного складу і по його закінченні перейшов в «Депортіво Калі», з яким у 1998 році виграв Кубок Мустанга. За «Калі» він провів більше 100 матчів і забив 5 голів.
У 2001 році він підписав контракт з аргентинським «Расінгом». 28 серпня в матчі проти «Росаріо Сентраль» він дебютував в аргентинській Прімері. 30 вересня в поєдинку проти «Сан-Лоренсо» Бедоя забив перший гол за нову команду. У тому ж році він виграв Апертуру 2001 у складі «Расінга».
У 2003 році Херардо повернувся в «Депортіво», де дограв до кінця сезону. На початку 2004 року він підписав контракт з аргентинським «Колоном». 13 лютого в поєдинку проти своєї колишньої команди «Расінга» він дебютував за новий клуб.

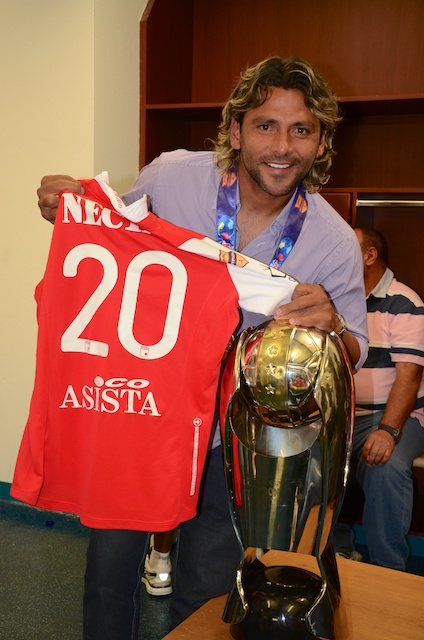
Бедоя з футболкою «Санта-Фе»

На початку 2005 року Бедоя перейшов в мексиканську «Пуеблу». 16 січня у поєдинку проти «Крус Асуль» він дебютував в мексиканській Прімері. 23 січня в матчі проти «Аталса» він забив свій перший гол і приніс перемогу своїй команді.
Другу половину 2005 року Херардо провів в аргентинському «Бока Хуніорс», але через високу конкуренцію майже не грав.
У 2006 році він виступав за «Атлетіко Насьйональ». Після цього Бедоя чотири сезони провів у «Мільйонаріос». У 2010 році Херадо безуспішно намагався закріпитися в «Енвігадо» і «Бояка Чіко».
У 2011 році Херардо перейшов в «Санта-Фе». 6 лютого в матчі проти «Депортес Толіма» він дебютував за нову команду. 17 квітня в поєдинку проти «Кукута Депортіво» Бедоя забив два м'ячі і допоміг своїй команді перемогти. 22 вересня 2012 року, під час матчу проти «Мільйонаріоса» проявив невиправдану агресію, вдаривши ногою в голову лежачого суперника, Джонні Раміреса, за що був видалений з поля.
Влітку 2014 року Бедойя перейшов в клуб «Форталеса Сіпакіра». 2 серпня в матчі проти «Атлетіко Уїла» він дебютував за нову команду. У цьому ж поєдинку Херардо забив свій перший гол за «Форталесу», реалізувавши пенальті.
По закінченні року Бедоя покинув клуб і приєднався до «Кукути Депортіво». 2 лютого 2015 року в матчі проти «Атлетіко Хуніор» він дебютував за нову команду. У цьому ж поєдинку Херардо забив свій перший гол за клуб. По закінченні сезону футболіст завершив ігрову кар'єру.

## Міжнародна кар'єра
У 2000 році Бедоя дебютував за збірну Колумбії. У тому ж році він був включений в заявку на участь в Золотому кубку КОНКАКАФ. На турнірі він зіграв дві зустрічі проти збірних США і Ямайки. У матчі проти американської збірної він забив гол, але потім був вилучений з поля. За підсумками змагання він став срібним призером.
У 2001 році у складі національної команди він став переможцем Кубка Америки. На турнірі Бедоя взяв участь у поєдинках проти Венесуели, Чилі, Еквадору, Перу, Гондурасу і Мексики. У матчі проти Гондурасу він забив гол. У складі національної команди він виграв турнір.
У 2003 році Херардо разом з національної збірної брав участь в Кубку Конфедерацій. Він зіграв у матчах проти збірних Франції, Нової Зеландії, Японії, Камеруну та Туреччині.

## Досягнення
Командні
 «Депортіво Калі»
- Чемпіон Колумбії: 1998, Апертура 2004

 «Расінг (Авельянеда)»
- Чемпіон Аргентини: Апертура 2001

 «Санта-Фе»
- Чемпіон Колумбії: Апертура 2012

Міжнародні
 «Колумбія»
- Володар  Кубка Америки: 2001
- Фіналіст Золотого кубка КОНКАКАФ: 2000